# 恒定线速度
在光存储，恒定线速度（CLV）是用于光盘驱动器的额定转速限定符，并且还可以应用到可刻录光盘的写入速度。CLV意味着角速度（即RPM）在操作过程中发生变化，与CAV模式对比。恒定线速度的概念被留声机先驱奇切斯特贝尔和查尔斯泰恩特于1886年申请了专利。